# Reactiu d'Olah
El Reactiu d'Olah és un agent de fluoració que es compon d'una barreja de fluorur d'hidrogen al 70% i de piridina al 30%, i sobretot s'utilitza per convertir alcohols en fluorurs d'alquil:

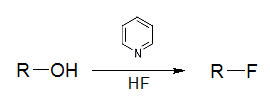

Actua com una forma menys volàtil del fluorur d'hidrogen. S'utilitza en la fluoració d'esteroides i en la desprotecció de pèptids. En comptes de fluorur d'hidrogen poden ser utilitzats diversos agents flourants, com el trifluorur de dietilaminosofre (DAST).

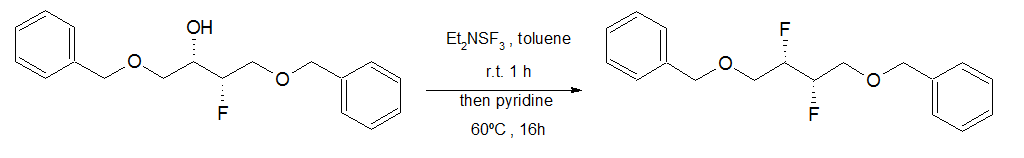